# Justizvollzugsanstalt Limburg a. d. Lahn
Die Justizvollzugsanstalt Limburg a. d. Lahn ist eine Justizvollzugsanstalt (JVA) im hessischen Limburg an der Lahn. Sie ist die kleinste Justizvollzugsanstalt des Landes Hessen und verfügt über drei geschlossene Abteilungen mit insgesamt 43 Einzel- und 32 Gemeinschaftshaftplätzen sowie über rund 40 Beschäftigte. Leiterin der Anstalt ist Anja Müller, die im Oktober 2015 Manfred Radde ablöste, der diese Funktion seit 2007 innehatte.

## Aufgaben
Die JVA Limburg ist zuständig für den Vollzug der Untersuchungshaft an Männern und von Freiheitsstrafen bis zu zwölf Monaten an erwachsenen Männern aus dem Landgerichtsbezirk Limburg, der den Landkreis Limburg-Weilburg und den Lahn-Dill-Kreis umfasst. Außerdem übernimmt sie den Vollzug von Freiheitsstrafen von mehr als 24 Monaten für einzelne Häftlinge der Justizvollzugsanstalt Weiterstadt. Sie vollzieht zudem Zivil- und Abschiebehaft. Die Anstalt bietet in ihrer eigenen Hauswirtschaft Arbeitsplätze für zwölf Gefangene sowie 36 Arbeitsplätze bei Unternehmen, die in der JVA Produkte anfertigen lassen. In der Anstalt werden Backformen sowie Haushalts- und Reinigungstücher verpackt, Leuchten verkabelt, Elektroartikel bestückt und für die Autoindustrie Kunststoffspritzteile zusammengebaut.

## Gebäude und Geschichte
Die Anlage der JVA schließt sich unmittelbar an das Gebäude des Landgerichts Limburg an. Der dreigeschossige, T-förmige Bau wurde 1880 bis 1883 errichtet.
Anfang der NS-Zeit wurden sozialdemokratische Politiker in Limburg inhaftiert und während der Novemberpogrome 1938 wurden jüdische Männer von hier aus nach KZ Buchenwald und KZ Dachau deportiert. Während des Zweiten Weltkriegs wurden ausländische politisch Gefangenen in Limburg in Haft gehalten, die erst Ende März 1945 durch Truppen der US-Armee befreit waren.
Von 1965 bis 1968 wurde ein Erweiterungsbau errichtet, 1979 und 1980 entstanden zwei Werkstatttrakte, 1984/85 ein neuer Eingangsbereich und 1988 ein größerer Freistundenhof mit Kleinfeldsportplatz.
Bis 1970 war die Anstalt dem Oberstaatsanwalt beim Landgericht Limburg a. d. Lahn unterstellt und als Gerichtsgefängnis dem Vollzug von Untersuchungshaft, von kurzen Freiheitsstrafen an Männern und bis Juni 1961 auch von kurzen Freiheitsstrafen an Frauen gewidmet.
Seit Anfang 1971 wird sie als selbstständige Justizvollzugsanstalt betrieben.
Im Jahr 2013 schloss die Justizvollzugsanstalt Limburg, als kleinste des Landes, eine Partnerschaft mit der nur rund drei Kilometer entfernten Justizvollzugsanstalt Diez, der größten Justizvollzugsanstalt des Landes Rheinland-Pfalz.